# Walter von Loë
El barón Friedrich Karl Walter Degenhard von Loë (9 de septiembre de 1828 - 6 de julio de 1908) fue un soldado y aristócrata prusiano. Loë tuvo la distinción de ser uno de los pocos católicos en alcanzar el rango de Generalfeldmarschall, o mariscal de campo, en Prusia.

## Biografía
Loë nació en el seno de una familia aristocrática de Westfalia el 9 de septiembre de 1828 en Schloss Allner, en Hennef. Su acomodada familia católica sostenía un título baronial, y su padre lo envió para ser educado en la Ritterakademie en Bedburg. En 1845, Loë sirvió el año requerido en el ejército, permitiéndole entrar en la reserva. Después de graduarse de la academia, estudió en la Universidad de Bonn. Loë no estuvo en la universidad por mucho tiempo, pues estalló la guerra con Dinamarca sobre una disputa fronteriza conocida como la Cuestión de Schleswig-Holstein. Los ducados de Schleswig y Holstein, localizados en la frontera danesa, eran reclamados tanto por Prusia como por Dinamarca. Cuando los alemanes de Schleswig-Holstein se rebelaron, Prusia y otros estados alemanes enviaron fuerzas de intervención. 
Loë sirvió como teniente de la caballería germánica durante el conflicto, finalmente siendo transferido al Tercer regimiento prusiano de Húsares. En 1851, la guerra con Dinamarca concluyó con un acuerdo, el Protocolo de Londres de 1852, que permitió a los daneses retener Schleswig-Holstein. Loë permaneció en el ejército, sin embargo, luchando con los rebeldes en Baden antes de convertirse en adjunto de la Escuela de Equitación del Ejército de Prusia. Siendo mayor para 1861, Loë se convirtió en ayudante de Guillermo I de Prusia, sirviendo como tal durante un año, durante el cual acompañó al hermano del rey, Alberto, al Cáucaso. En 1863, Loë fue seleccionado como militar agregado al ejército francés en Argelia. Mientras estuvo en el Norte de África, participó en la campaña francesa contra rebeldes árabes.
De vuelta en Prusia, Loë fue promovido primero a teniente coronel (1867) y después a coronel pleno (1868), y comandó el Séptimo de Húsares durante la guerra franco-prusiana, después de lo cual Alemania fue unificada bajo el rey Guillermo, ahora emperador de toda la nación germana. Las fuerzas de Loë rindieron satisfactoriamente durante la guerra, y él avanzó al nivel de comandante de brigada. Sirviendo tanto en roles de comando y de estado mayor, Loë (ahora Barón Loë después de suceder a su padre en el título) alcanzó el rango de mayor general y después el de teniente general. Después de dejar este cargo en 1884, recibió el mando del VIII Cuerpo de Ejército.
En 1893, Loë fue enviado a Roma en calidad de diplomático. Mientras estuvo en la ciudad italiana, se reunió con el Papa León XIII. Después de completar esta misión con éxito, Loë fue hecho Coronel General de la Caballería. Después de pasar dos años al cargo de la rama de caballería, fue promovido a mariscal de campo, convirtiéndose en uno de los pocos católicos en recibir el más alto rango en el Ejército prusiano, de dominio protestante. Loë recibió el puesto de Gobernador de Berlín junto con su nuevo rango. 
En 1897, el enfermo mariscal de campo pidió su renuncia, aunque aceptó una misión diplomática en 1900. Murió el 6 de julio de 1908 en la ciudad de Bonn.

## Vida personal
En 1859, Loë contrajo matrimonio con la Condesa Franziska von Hatzfeldt zu Trachenberg, que tenía tres hijos de un anterior matrimonio. La pareja tuvo tres hijos en común: Hellen y los gemelos Margaret y Hubert. El hermano de Loë era Otto von Loë, legislador. Loë recibió un doctorado honorífico por la Universidad Rheinische Friedrich-Wilhelms en 1907.

## Fe católica
La promoción de Loë a mariscal de campo fue excepcional ya que este honor rara vez era dado a católicos. Tradicionalmente un estado protestante, Prusia permitía a pocos católicos alcanzar este alto rango.
Aunque un creyente católico, Loë apoyó prácticas como el duelo, a menudo abrazando tradiciones de los oficiales prusianos protestantes. 